# Roman Biliński
Roman Henio Piers Biliński (Lechlade, 4 maart 2004) is een Pools-Brits autocoureur. In 2024 werd hij kampioen in het Formula Regional Oceania Championship.

## Carrière

### Ginetta Junior Championship
Biliński begon zijn internationale autosportcarrière in het winterkampioenschap van het Ginetta Junior Championship. In 2019 reed hij in het hoofdkampioenschap voor 	In2Racing en won hij een race op Donington Park, maar hij werd hier later gediskwalificeerd omdat zijn auto niet aan de technische reglementen voldeed. Na dit weekend stapte hij over naar het team Alastair Rushforth Motorsport en stond in het weekend op het Snetterton Motor Racing Circuit op het podium. Hij nam niet deel aan de laatste drie raceweekenden en hij werd met 87 punten twintigste in de eindstand.

### Formule 4
In 2020 maakte Biliński de overstap naar het formuleracing en nam hij deel aan het Brits Formule 4-kampioenschap voor het TRS Arden Junior Team. Hij behaalde drie podiumplaatsen op Oulton Park, het Thruxton Circuit en Snetterton. Met 156 punten werd hij achtste in het eindklassement.
In 2021 begon Biliński aan zijn tweede seizoen in de Britse Formule 4, waarin hij overstapte naar Carlin. Hij behaalde een podiumplaats op Oulton Park, maar verliet hierna het kampioenschap. Met 50 punten werd hij zeventiende in het kampioenschap.

### GB3
Halverwege 2021 maakte Biliński de overstap naar het GB3 Championship, waar hij op Donington Park bij Arden International de zieke Frederick Lubin verving. In de rest van het seizoen trad hij op als de permanente vervanger van Alex Connor. Alhoewel hij de eerste twee raceweekenden had gemist, kende hij een sterk seizoen met drie zeges op het Circuit de Spa-Francorchamps, Snetterton en Oulton Park. Daarnaast stond hij nog vier keer op het podium. Met 313 punten werd hij zevende in de eindstand.

### Formule Regional

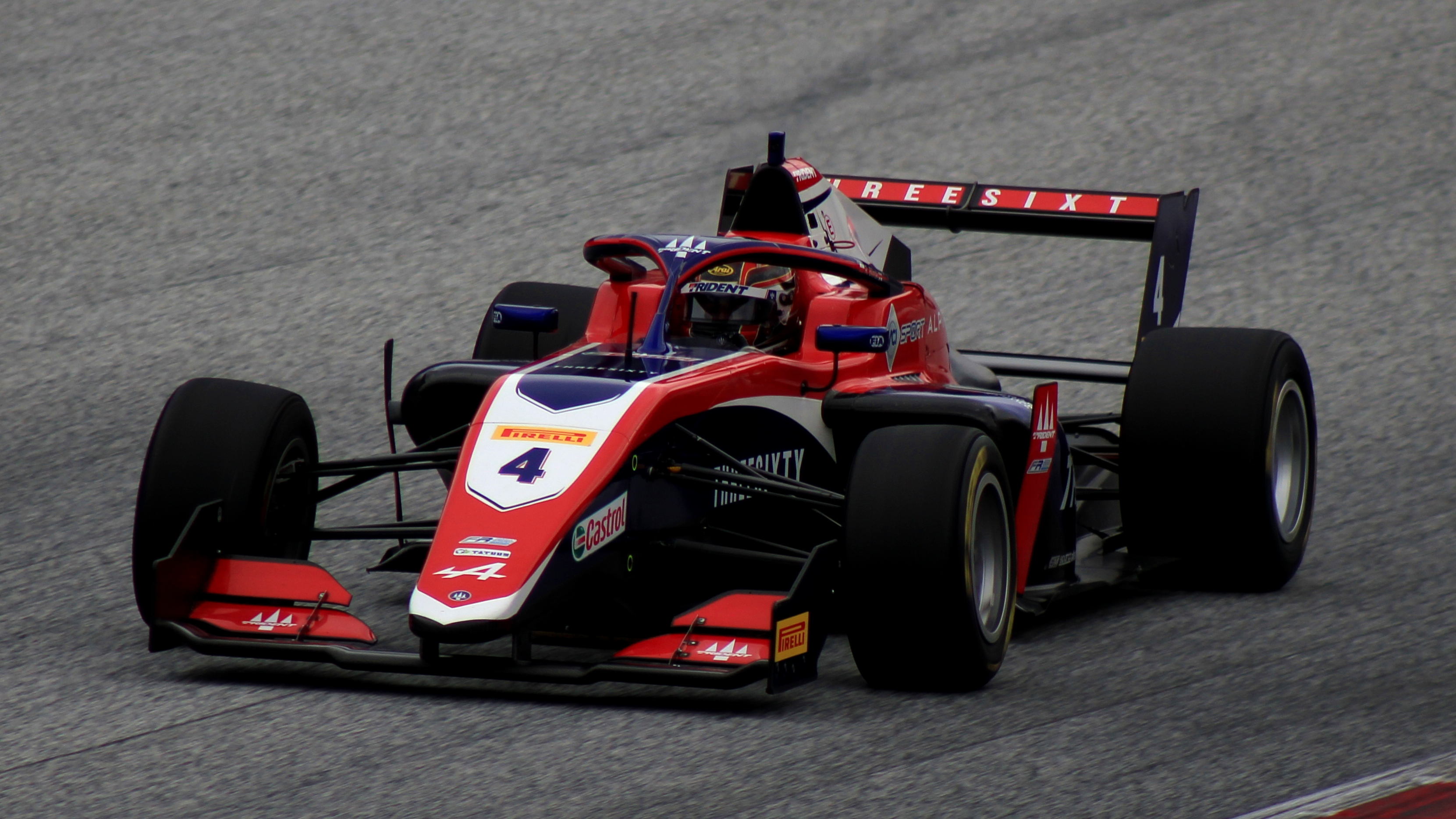
Roman Biliński op de Red Bull Ring in 2022.

In 2022 stapte Biliński over naar de Formule Regional en maakte hij zijn debuut in het Formula Regional European Championship (FREC) bij het team Trident. Hij behaalde een podiumplaats op de Hungaroring en werd met 16 punten achttiende in het klassement.
In 2023 bleef Biliński actief in het FREC bij Trident. Hij eindigde vijf keer in de punten, met een vijfde plaats op het Circuit Zandvoort als zijn beste resultaat. Met 23 punten zakte hij wel naar plaats 21 in de eindstand.
In 2024 begon Biliński het jaar in het Formula Regional Oceania Championship, waarin hij voor M2 Competition reed. Hij kende een sterk seizoen, waarin hij zes races wist te winnen: twee op het Taupo Motorsport Park en de Manfeild Autocourse en een op zowel het Hampton Downs Motorsport Park als de Powerbuilt Raceway. Daarnaast stond hij nog zes keer op het podium. Met 385 punten werd hij gekroond tot kampioen in de klasse.
Vervolgens keerde Biliński terug in het FREC bij Trident. In het tweede raceweekend op Spa-Francorchamps behaalde hij zijn eerste pole position in het kampioenschap en werd hij tweede in de race. Kort voor de daaropvolgende ronde in Zandvoort was hij betrokken bij een auto-ongeluk, waarbij hij twee ruggenwervels brak. Als gevolg moest hij vier raceweekenden missen, waarin hij werd vervangen door Michael Belov. Vanaf het weekend op het Autodromo Internazionale Enzo e Dino Ferrari keerde hij terug in de klasse en eindigde hij in zes van de resterende acht races in de punten. Met 52 punten werd hij uiteindelijk veertiende in het klassement.

### Formule 3
In 2025 debuteert Biliński in het FIA Formule 3-kampioenschap bij Rodin Motorsport, de opvolger van zijn voormalige team Carlin.